# Anton Borodachev
Anton Viktorovich Borodachev (russo:  Антон Викторович Бородачёв; IPA: [ɐnˈton bərədɐˈtɕɵf]); Samara, 23 de março de 2000) é um esgrimista russo, medalhista olímpico.

## Carreira
Itkin conquistou a medalha de prata nos Jogos Olímpicos de Verão de 2020 em Tóquio como representante do Comitê Olímpico Russo ao lado de Kirill Borodachev, Vladislav Mylnikov e Timur Safin, após confronto contra os franceses Enzo Lefort, Erwann Le Péchoux, Julien Mertine e Maxime Pauty na disputa de florete por equipes.